# 反韓デモ
反韓デモ（はんかんデモ）とは、大韓民国や韓国人に抗議することを目的として行われているデモ活動。

## 日本

### 2013年の反韓デモ
2013年になってから日本国内で激しい反韓デモが行われるようになっている。この年に都内で行われた反韓デモの件数は128件（2.8日に1回）で、2011年の46回（8日に1回）から大幅に増加した。韓国外交部関係者は「2010年以前は大使館周辺でのみデモがあり、頻度も低かったが、最近は回数が増え、韓国人経営の店が集中する地域などに拡大している」と説明した。一部の反韓デモでは「韓国人を殺せ」「ゴキブリ朝鮮人を追い出せ」などと過激な発言をする者もいた。2月17日には新大久保に約300人の参加者が集まり竹島は日本領であると主張するデモ活動が行われた。これは2月になってから3回目のデモ活動であり、このような活動の影響で新大久保の商店に訪れる客が大幅に減っているという。ただし、新大久保の客足が遠のいたのはデモ以前からであり、李明博大統領の竹島上陸や天皇への謝罪要求発言で韓国人街が敬遠されるようになったことや、似たような店の乱立で消費者に飽きられたことに加えて韓流ブーム自体がピークを過ぎたことが原因であるとする見方もある。
五野井郁夫によると反韓デモというのはカラオケのようなストレス発散。人前で言えば殴られるようなことも、警察に守られているため安全な位置で平気で言えるとの事。
反韓デモがおこなわれている地域における地元住民の反応は、沈黙していることもあれば、デモ隊に抗議をおこなうこともある。
2013年3月31日に東京で「新日の丸友の会」という団体の主催で「特定アジア粉砕新大久保排害カーニバル」というデモ活動が実施された。名称や内容は大きく違うが目的は日韓断交や不逞外国人追放など従来と同じで、在特会は協賛団体の一つとなっていた。主催団体の代表の説明ではヘイトスピーチは無しとの事だったが、その理由はこれまではメディアに注目してもらうために過激な事を言ってきたが、その目的はもう達したからであるとの事。その代表は韓国や中国の方が日本に酷い事をしているから罪の意識は全く無いとのこと。その日にも「レイシストをしばき隊」やその他デモ反対派が現れ、トランジスタメガホンで「ザイトク帰れ!」などと叫びつづけていた。

### 2014年の反韓デモ
この年の年初から7月18日までに都内で行われた反韓デモの件数は67回（3日に1回）で、これについて韓国の国会議員・沈載権（共に民主党所属）は「嫌韓デモを放置することからみて、日本政府に韓日関係改善の意思がないと考えるほかない」と述べた。また、7月25日には朴槿恵大統領が東京都の舛添要一知事に「日本国内の一部団体の反韓デモは隣国の国民の感情を傷つけており、日本の国際的イメージを失墜させかねない問題だ」と述べ、対策を求めた。

### 主なデモ
- フジテレビ抗議デモ
- アンチ水曜デモ
- 日韓国交断絶国民大行進
- 日韓スワップ協定反対デモ

## イラン
朝鮮日報によると、2012年10月22日、イランの電機メーカー、エンテクハブの従業員1000人が首都テヘランの韓国大使館前で大宇電子の買収契約の不履行に対する抗議と買収契約金の返還を求めて反韓デモを行った。このデモでは韓国商品不買運動も叫ばれた。